# Château d'Aubeterre
Le château d'Aubeterre situé à Aubeterre-sur-Dronne  en Charente fut une importante place forte entourée de la ville basse, alors que la ville haute s'était construite autour de l'abbaye.

## Localisation
Le château et la motte sont situés au sommet d'une crête calcaire orientée nord-sud, et dominent à l'ouest le village situé en léger contrebas et à l'est la vallée de la Dronne qu'elle commandait. La forteresse occupait une position stratégique au cœur de la Saintonge, de l'Angoumois et du Périgord.

## Historique
Le château a été édifié sur la butte dans laquelle avait été creusée l'église monolithe. Il était entouré de fossés et d'esplanades fortifiées qui ont disparu. 
Le castrum d'Aubeterre (Albaterra) et son seigneur Géraud (Giraldus) sont mentionnés pour la première fois en 1004 par Aimoin biographe d'Abbon, abbé de Fleury. Le lignage dit d'Aubeterre semble s'éteindre vers le milieu du XIIe siècle et laisse place aux vicomtes de Castillon. Pierre de Castillon, rend hommage en 1246 au comte d'Angoulême pour le castro et Villa d'Albeterre. À la fin du XIIIe siècle le site passe également aux mains des Raymonds et des Vigier.

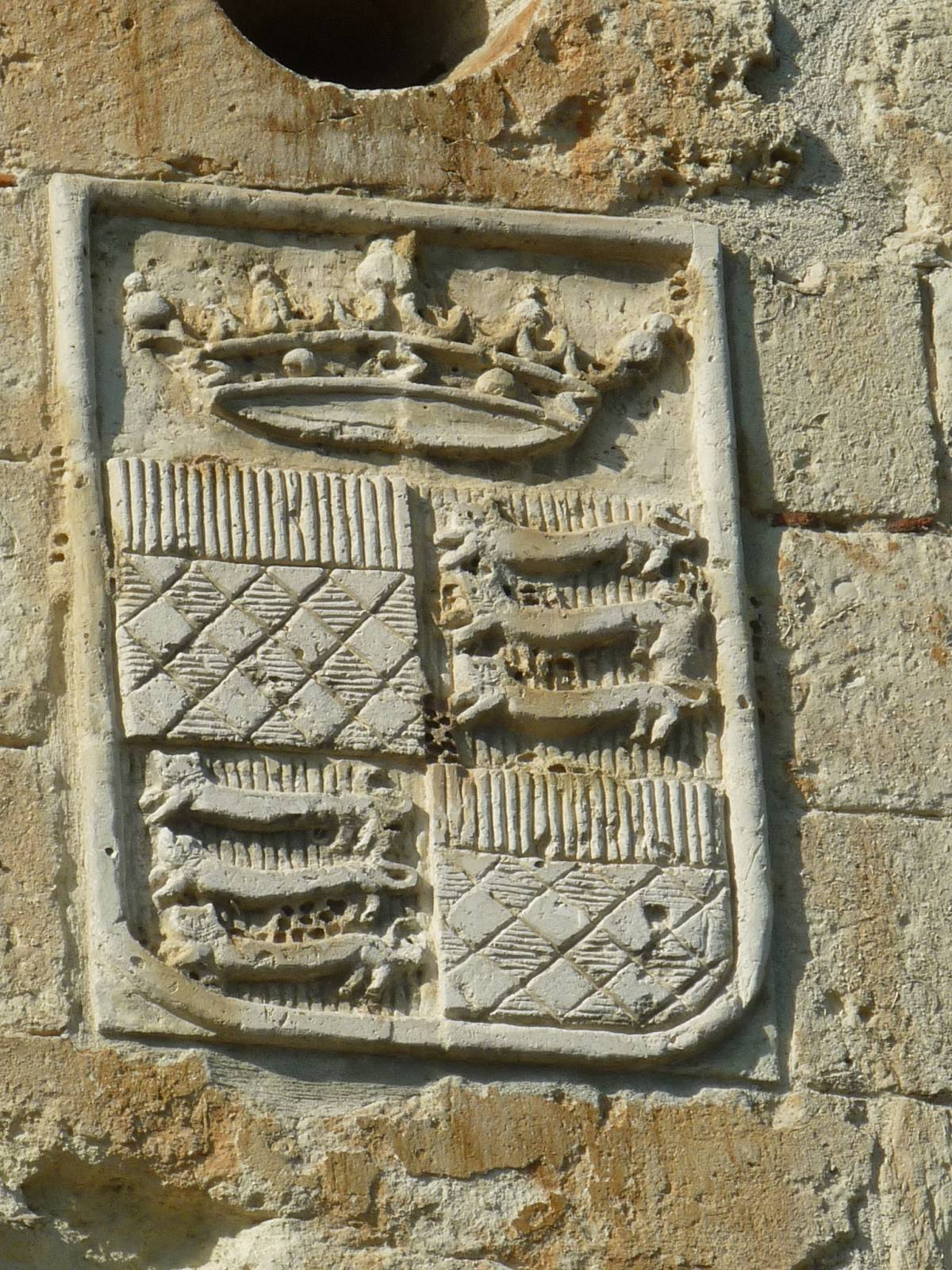
L'écusson anglais sur la porte d'entrée.

Durant la guerre de Cent Ans le château, du fait de sa position stratégique, fut pris et repris plusieurs fois, la dernière en 1453. Le château au début du XVe siècle était passé aux mains des Bouchard dont François Bouchard, baron d'Aubeterre, qui est entre 1476 et 1491, conseiller et chambellan du roi et entre 1481 et 1491 sénéchal de l'Angoumois, 
qui reconstitue la seigneurie et marque son indépendance vis-à-vis de l'abbé d'Aubeterre et du comte d'Angoulême.
En novembre 1574, Pierre de Bourdeille, plus connu sous le nom de Brantôme , est nommé responsable du château en remplacement du sieur de Chamberlanne.
Les guerres de Religion divisèrent la famille. Plus tard, David Bouchard, vicomte d'Aubeterre, revenu au catholicisme, fut un fidèle des rois Henri III et Henri IV. Par sa fille, Hippolyte Bouchard, le château passa au maréchal d'Aubeterre François d'Esparbès de Lussan d'Aubeterre († 1628) ; la seigneurie est à son apogée. Leurs descendants, par leurs querelles, mirent fin à la prospérité du lieu. Au XVIIIe siècle le château est abandonné. En 1810, Aubeterre revint au chevalier de Bourbon-Conti qui en 1817 le détruisit, le démembra et le vendit.
Le château eut plusieurs personnages célèbres. Un Brémond d'Ars y fut décapité, François Ier y passa, Calvin y séjourna, Henri IV y aurait couché, Poltrot de Méré, futur assassin du duc de Guise, y passa son enfance, Louis XIII et Anne d'Autriche s'y arrêtèrent, ainsi que Louis XIV.
Le château d'Aubeterre était alors dans le Périgord. En 1793, à l'époque de la formation des départements, la commune d'Aubeterre a été jointe à la Charente.
Madame Moulinier va acheter les ruines et tenter de les sauver. Ensuite l'ensemble des vestiges sera encore vendu plusieurs fois, dont à un Britannique M. Horny qui en a fait dans les années 1970 une luxueuse résidence entourée de son parc.
De 1976 à 1990, Roger Vivier, styliste français spécialisé dans la chaussure, en est le propriétaire. Il y présente sa collection éclectique d’œuvres d’art: statuette égyptienne ancienne, chaises Louis XVI, sculptures africaines ,mobilier asiatique du XVIIe siècle et des peintures de Ladislas Kijno, de Sonia Delaunay et  de Serge Poliakoff.

## Description
Le château, mentionné déjà au XIe siècle, fut bâti au-dessus d'une église troglodytique du VIIIe siècle, considérablement agrandie au XIIe siècle et vraisemblablement dans la basse-cour de la motte castrale qui devait se situer sur la crête rocheuse, entre le pied de la motte et le village actuel. Une galerie souterraine relie le château au déambulatoire de l'église.
Les fossés et les esplanades fortifiées ont disparu au XVIIe siècle quand fut percée la grande allée. Il reste les bases des quatre tours rondes et des morceaux des murailles qui les unissaient, une tour carrée du XVIe siècle qui était la poterne et une aile de communs.
Le site a conservé la motte primitive, et son fossé creusé dans la masse calcaire, qui remonte très vraisemblablement au début du XIe siècle avec des réaménagements au XIIe siècle, sur laquelle fut érigé le premier château. La motte qui mesure environ quarante mètres de diamètre a été obtenue par le creusement d'un profond fossé dans la masse calcaire et l'apport de terre à son sommet. Elle présente ainsi des parois parfaitement verticales de cinq mètres de hauteur sur tout son pourtour dans lesquelles s'ouvrent plusieurs galeries souterraines. Les terres rapportées à son sommet ont été enchemisées dans une muraille à pan coupé dans la continuité des parois creusées du fossé. Dans la contrescarpe, les parois sont également percées de plusieurs habitats troglodytiques. Au pied de la motte, dans un important front de taille, a été bâtie dans les années 1600 un pavillon voûté en croisée d'ogives et qui a servi dans son état final de chapelle qui renferme une cage d'escalier en vis médiévale.
La basse-cour est bordée à l'est et à l'ouest d'importants murs qui protégeaient l'accès au château. Il subsiste notamment, côté est, les soubassements de la tour Saint-Jean, au sud, une tour-porte décorée d'armoiries du début du XVIe siècle, d'un pont-levis qui permettait de franchir un fossé aujourd'hui comblé, et un corps de logis dont la construction ne remonterait pas avant le milieu du XVe siècle.
Des jardins entouraient le château, il reste les vestiges d'une orangerie.

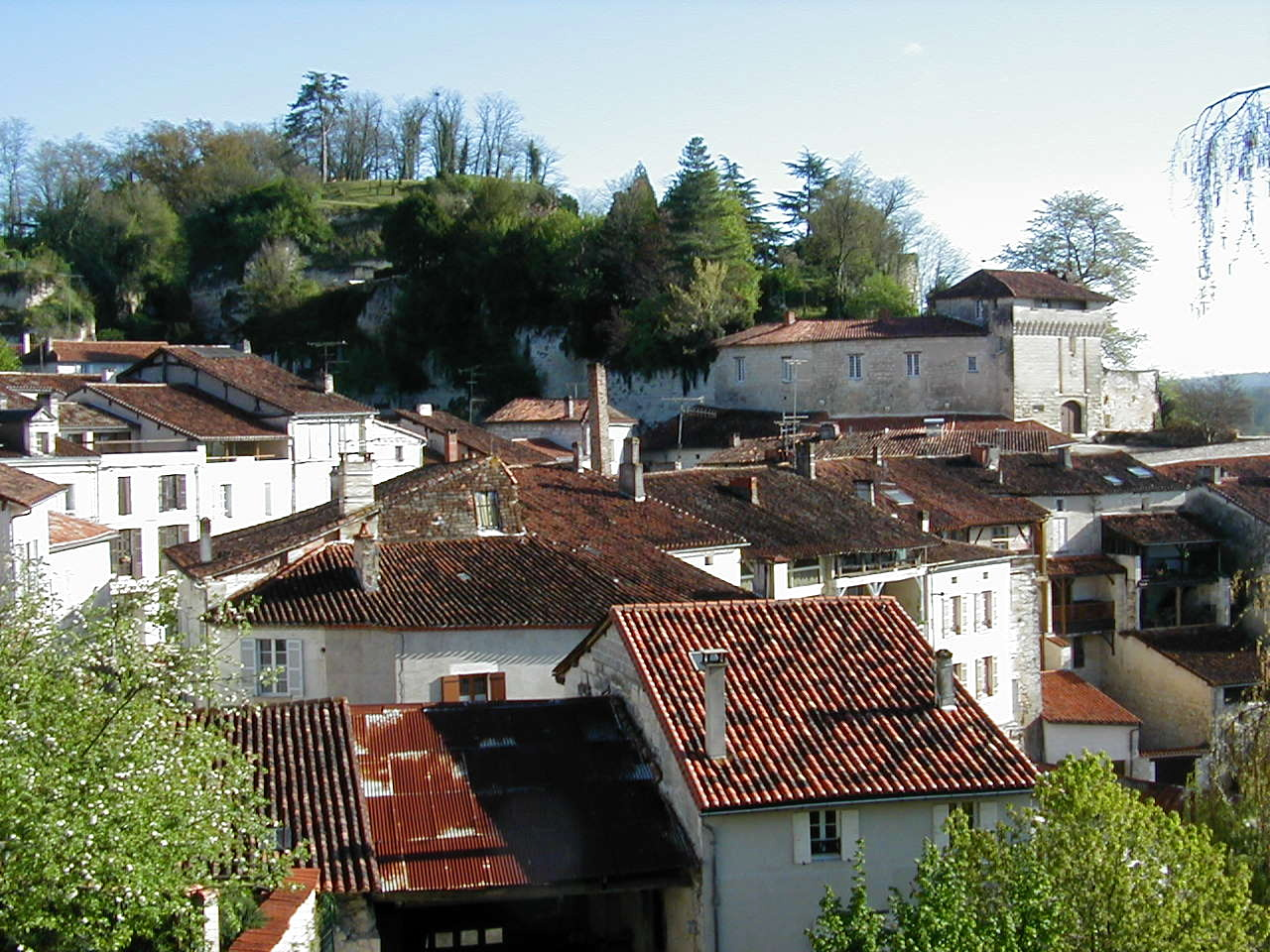
Le château surplombant Aubeterre.
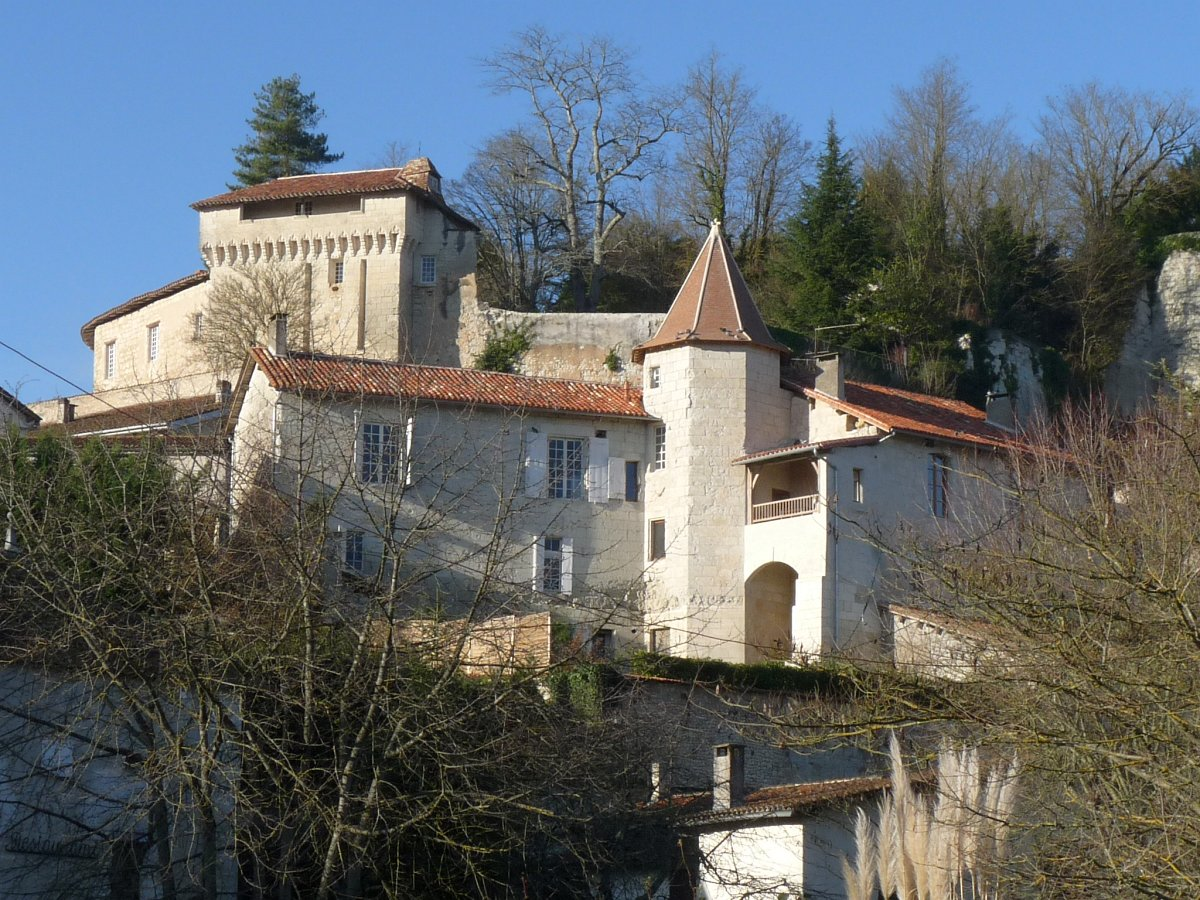
Le château vu de la vallée.

## Protection aux monuments historiques
Les façades et toitures de la poterne et du logis attenant ; la chapelle Renaissance et les vestiges de l'enceinte Est et de la tour Saint-Jean ont été inscrits au titre des monuments historiques par arrêté du 1er mars 1973.